# Jan Choina (łucznik)
Jan Choina – polski łucznik, wicemistrz świata i mistrz Polski.

## Wyniki
| Impreza            | Rok    | Miejsce | Konkurencja   | Pozycja |                    |      |      |               |    |
| ------------------ | ------ | ------- | ------------- | ------- | ------------------ | ---- | ---- | ------------- | -- |
| Impreza            | Rok    | Miejsce | Konkurencja   | Pozycja | Mistrzostwa świata | 1931 | Lwów | indywidualnie | 8. |
| drużynowo          | srebro |         |               |         | Mistrzostwa świata | 1931 | Lwów |               |    |
| Mistrzostwa Polski | 1931   | Lwów    | indywidualnie | złoto   |                    |      |      |               |    |